# Vincent Bülow
Vincent Bülow (* 10. August 1995 in Magdeburg, geborener Vincent Sohmann) ist ein deutscher Handballspieler.

## Karriere
Vincent Bülow spielte für die A-Jugend des SC Magdeburg und stand 2013 und 2014 im Finale der A-Jugend Bundesliga. Zum Start seiner Karriere spielte er zunächst für das Drittliga-Team des SC Magdeburg, erhielt aber auch Einsatzzeiten für die 1. Mannschaft in der Bundesliga und im EHF Cup. 2016 wechselte er zum Zweitligisten Dessau-Roßlauer HV, welcher 2016 erst aus der 3. Liga aufgestiegen war. Ursprünglich spielte Bülow auf Linksaußen, wechselte bei Dessau aber auf die Rückraum Mitte Position. 2018 unterschrieb er einen Vertrag über zwei Spielzeiten beim Ligakonkurrenten ASV Hamm-Westfalen. Nach nur einer Spielzeit löste er 2019 seinen Vertrag vorzeitig auf und ging zurück zum Dessau-Roßlauer HV, welcher in dieser Saison wieder in die 3. Liga abgestiegen war. 2020 stieg er mit Dessau wieder in die 2. Bundesliga auf. Im Sommer 2025 schloss er sich den Eulen Ludwigshafen an.